# Starcia zbrojne armeńsko-azerbejdżańskie (wrzesień 2022)
Starcia zbrojne armeńsko-azerbejdżańskie – wybuchły 12 września 2022 r. na granicy armeńsko-azerbejdżańskiej, w wyniku agresji Azerbejdżanu na suwerenne terytorium Armenii, co stanowi eskalację kryzysu na granicy armeńsko-azerbejdżańskiej w latach 2021–2022, w wyniku której zginęło 215 osób i setki zostało rannych z obu stron w ciągu 2 dni walk. Obie strony obwiniały się wzajemnie o eskalację. Ministerstwo Obrony Armenii stwierdziło, że Azerbejdżan zaatakował pozycje ormiańskie w pobliżu miast Wardenis, Goris, Sotk i Dżermuk prowadząc ciężki ostrzał za pomocą artylerii rakietowej i dronów, również infrastruktury cywilnej w prowincjach Gegharkunik, Wajoc Dzor i Sjunik oraz, że zajął 10 km² terytorium Armenii i posunął się w jej głąb 7,5 km, w kierunku miasta Dżermuk, co później potwierdziły zdjęcia satelitarne NASA. Ministerstwo Obrony Azerbejdżanu poinformowało, że Armenia przeprowadziła „prowokacje na dużą skalę” w pobliżu rejonów Daşkəsən, Kəlbəcər i Laçın, a w odpowiedzi Siły Zbrojne Azerbejdżanu miały zdobyć strategiczne szczyty wzdłuż granicy z Armenią.

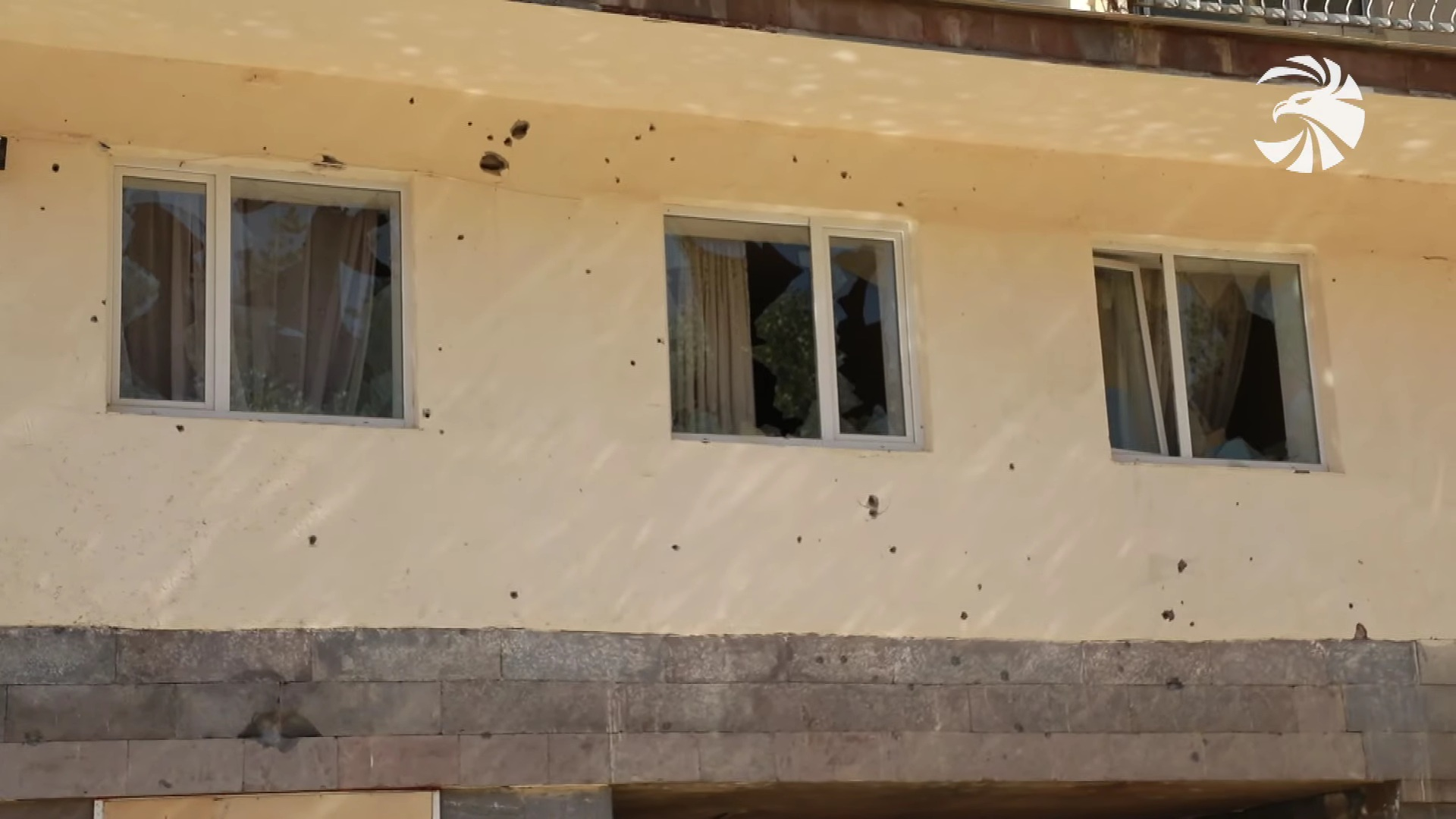
Apartament mieszkalny w Dżermuk ostrzelany przez Azerbejdżan

Starcia wzdłuż granicy wynikają głównie z trwającego konfliktu w Górskim Karabachu. Rosja poinformowała 13 września, że wynegocjowała zawieszenie broni, ale obie strony konfliktu potwierdziły, że zostało złamane kilka minut po wejściu w życie. Co najmniej 135 armeńskich żołnierzy zostało zabitych, według raportu premiera Armenii Nikola Paszyniana. Azerbejdżan przyznał się do 80 ofiar śmiertelnych i 281 rannych wśród swoich sił. 14 września Armenia i Azerbejdżan wynegocjowały nowe zawieszenie broni.
Starcia wybuchły wkrótce po tym, jak Siły Zbrojne Federacji Rosyjskiej doznały strat i utraciły tereny w kontrofensywie ukraińskiej pod Charkowem podczas inwazji na Ukrainę, osłabiając swoją pozycję w regionie Kaukazu. Wysiłki Unii Europejskiej mające na celu zapewnienie większej ilości gazu z Azerbejdżanu w celu zrekompensowania utraty importu z Rosji osłabiły również zdolność UE do pośredniczenia w starciach.